# SpaceX CRS-7
SpaceX CRS-7 (також відомий як SpX-7) — дев'ятий політ автоматичного вантажного корабля Dragon компанії SpaceX. Сьомий політ за програмою постачання МКС, для SpaceX в рамках програми Commercial Resupply Services під контрактом з NASA.
Запуск відбувся 28 червня 2015 року й закінчився невдачею.

## Корисне навантаження

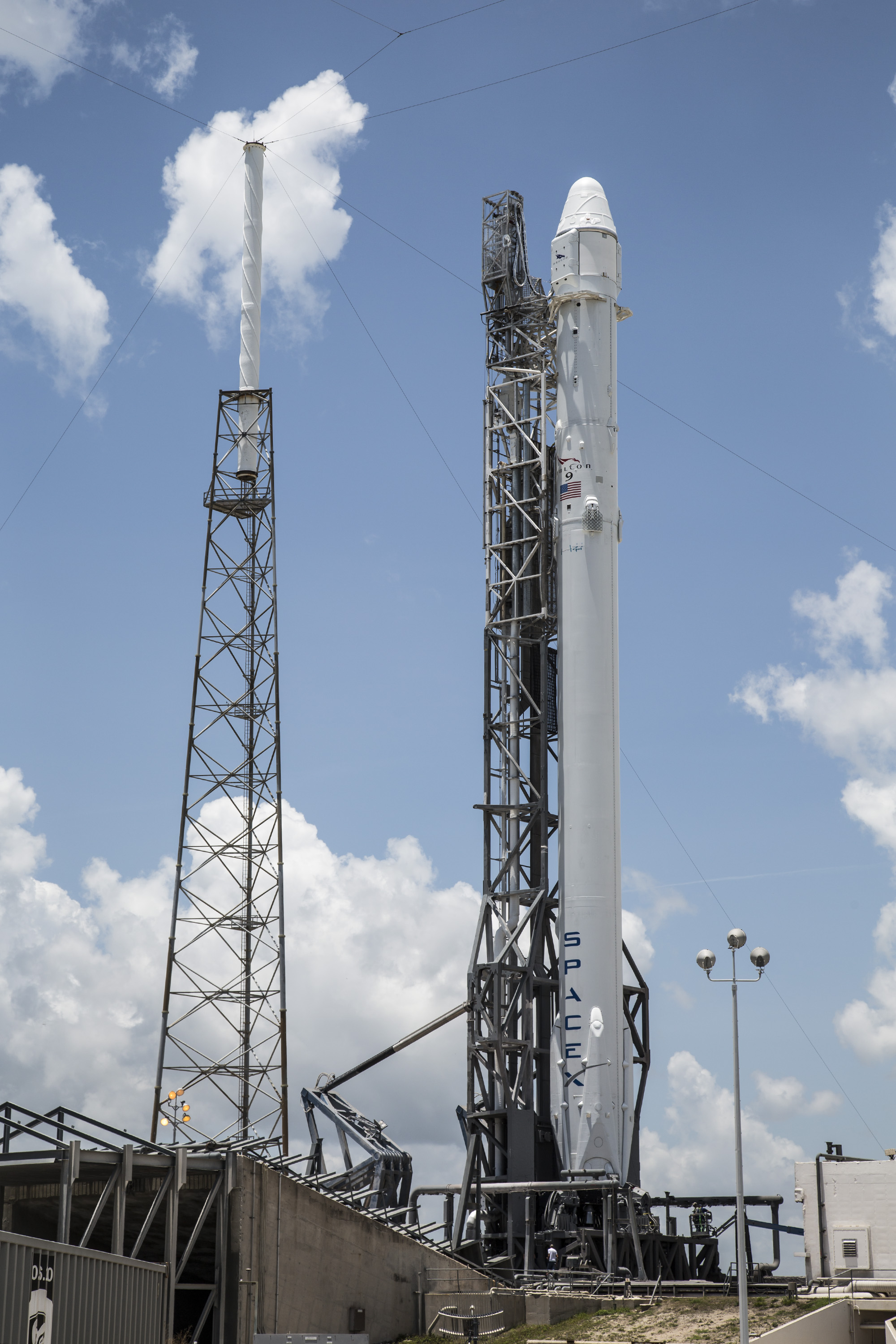
SpaceX CRS-7 до запуска

Dragon повинен був доставити на МКС 1952 кг корисного вантажу (1867 кг не враховуючи упаковки) в герметичному відсіці. Також планувалась доставка нового скафандра EMU № 3017. В негерметичному контейнері планувалась доставка стиковочного адаптера IDA-1 для майбутніх пілотованих космічних кораблів Dragon V2 і CST-100. Маса адаптера — 526 кг.
На Землю Dragon повинен був повернутись з 675 кілограмами корисного вантажу (620 кг без врахування упаковки).
| На МКС | На МКС                                   | На МКС   | На Землю | На Землю                                 | На Землю |
| №      | Вантаж                                   | Маса, кг | №        | Вантаж                                   | Маса, кг |
| ------ | ---------------------------------------- | -------- | -------- | ---------------------------------------- | -------- |
| 1      | Провізія та речі для екіпажа             | 676      | 1        | Речі екіпажа                             | 32       |
| 2      | Обладнання та деталі станції             | 461      | 2        | Обладнання та деталі станції             | 20       |
| 3      | Матеріали для наукових досліджень        | 529      | 3        | Матеріали наукових досліджень            | 303      |
| 4      | Комп'ютери та комплектуючі               | 35       | 4        | Комп'ютери та комплектуючі               | 1        |
| 5      | Обладнання для виходу у відкритий космос | 166      | 5        | Обладнання для виходу у відкритий космос | 164      |
| 6      | Скафандр EMU № 3017                      |          | 6        | Сміття                                   | 100      |

## Хід польоту
На 139-й секунді польоту почався нештатний викид палива або окиснювача з баків, котрий закінчився через 8 секунд вибухом.

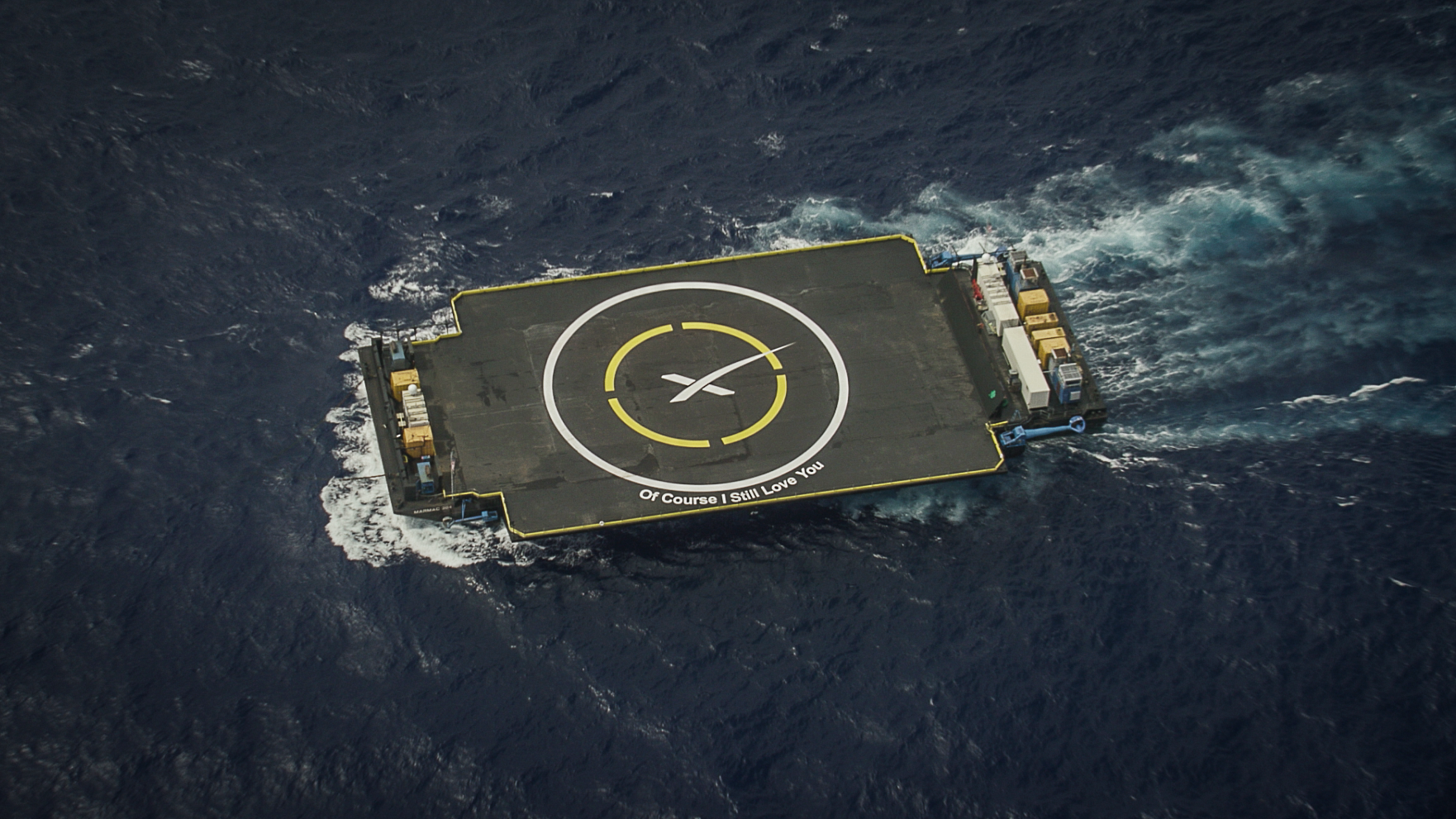
Платформа для посадки першого ступеня ракети-носія